# Antonio Sacco (1731–1796)
Antonio Sacco, född 1731, död 1796, var en dansk balettdansare och koreograf. Han var den kungliga danska balettens balettmästare och koreograf före Vincenzo Galeotti. 